# Indoktrinering
Indoktrinering kan betyda dels upplärning, instruering, dels politisk påverkan, hjärntvätt. Ordet kommer av doktrin som betyder lära, lärosats, åskådning. Till skillnad från annan undervisning går indoktrinering ut på att få eleven att omfatta en given doktrin utan att ifrågasätta den. Precis som ordet propaganda (som ursprungligen betyder utbredning, spridning, reklam) har ordet under 1900-talet gått från att ha en neutral beskrivande funktion till att bli ett skällsord. Med indoktrinering avses vanligen en mer subtil, mindre uppenbar form av påverkan, medan propaganda oftare förknippas med skrikigt framförda övertydliga budskap.
Ordet uppmärksammades och användes flitigt under 1960-talet av kritiker till den ensidiga påverkan av borgerliga värden och åsikter som de menade att befolkningen utsattes för genom utbildningssystemet och massmedierna. I synnerhet skolböckernas innehåll blev föremål för kritik.
Redan under mellankrigstiden fördes en omfattande debatt om de tendentiösa skolböckerna, som anklagades för att vara krigsförhärligande och nationalistiska. Men det var under 1960-talet som debatten fick större omfattning. Beskrivningen av förhållanden i tredje världen, kvinnornas position i samhället och arbetarklassens levnadsvillkor hamnade under debatt.